# ایوان بلاس
ایوان بلاس (انگلیسی: Evan Blass؛ زادهٔ ۱۳ مارس ۱۹۷۸) یک وبلاگ نویس، ویراستار و افشاگر اطلاعات تلفن اهل ایالات متحده آمریکا است. او برای افشای بین‌المللی اطلاعات یک سری از گوشی‌های هوشمند و تبلت‌های متعدد در توییتر، از ژوئیه ۲۰۱۲ تا اوت ۲۰۱۴ به شهرت رسید، که او را به یک منبع قابل اعتماد برای بسیاری از روزنامه نگاران فناوری ساخته است. بلاس در ۳ اوت ۲۰۱۴ در توییتر بازنشستگی خود را از افشای اطلاعات گجت‌ها اعلام کرد، هرچند که او به زودی دوباره به افشای اطلاعات رو آورد.